# 天賦的禮物
是由馬克·偉布導演及Tom Flynn編劇的一部2017年美國劇情片，由克里斯·埃文斯、麥肯娜·葛瑞絲 、琳賽·鄧肯、珍妮·史雷特和奥塔薇亞·史班森主演。劇情圍繞著7歲的天才女孩陷於她的舅舅與外婆的監護權之爭。電影於2017年4月7日在美國上映。

## 劇情
在佛羅里達州的一個小鎮，七歲的瑪麗（Mary Adler）在她入學的第一天已展現出卓越的數學天份，讓她的老師邦妮·史蒂文森（Bonnie Stevenson）留下了深刻的印象。由於瑪麗的資優天分，她獲得了一筆獎學金供她到專門教育天才兒童的私立學校就讀，但遭到作為監護人的舅舅法蘭克·艾德勒（Frank Adler）斷然拒絕。由於他的家人有類似的經歷，他害怕瑪麗無法擁有「正常」的童年。法蘭克的姐姐，也就是瑪麗的母親黛安·艾德勒（Diane Adler）是一位極有前途的數學家，在她自殺前致力於解決納維-斯托克斯存在性與光滑性（至今尚未被破解的千禧年大獎難題之一），黛安在瑪麗六個月大的時候自殺了。從那時起，黛安的弟弟法蘭克便成了瑪麗的監護人。
一天，法蘭克疏遠的母親，亦即瑪麗的外婆伊芙蓮·艾德勒（Evelyn Adler）向佛羅里達州法院爭取瑪麗的監護權，並要求讓瑪麗遷居至馬薩諸塞州，因為她認為瑪麗是「億中選一」的數學神童，有機會能名留青史，應該接受專門的教育，為一生奉獻給數學作準備。然而，法蘭克堅持，他的姐姐較希望瑪麗就讀一般正規學校，並且擁有黛安未曾得到過的「正常」童年生活。由於擔心法官的決定會讓他完全失去照顧瑪麗的權利，故妥協讓瑪麗住在寄養家庭，並接受讓瑪麗去私立學校的協議。寄養家庭距離法蘭克的家只有25分鐘的路程，而瑪麗12歲生日後可自由決定她想要住在哪裡。
然而，在寄養家庭生活一段時間後，瑪麗原有的生活完全被摧毀了。法蘭克得知跟著瑪莉一起去寄養家庭的愛貓無預警被抓去收容所，即將被安樂死之際被法蘭克制止。法蘭克發現對貓過敏的伊芙蓮已經住在瑪麗的寄養家庭，並監督著瑪麗的教學。他向伊芙蓮透露其實黛安早已證明納維—斯托克斯問題，但要求法蘭克只能在伊芙蓮死後才能公開。得知這一切的伊芙蓮眼看黛安已把難題解決，卻不願公開。於是法蘭克提出協議，伊芙蓮若不反對他擁有瑪麗的監護權，便能換取公開黛安的證明，伊芙蓮最終不情願地同意了。
電影結束時，瑪麗回到公立學校過「正常」校園生活，下午進行大學的課程，下課後回到公立學校附近的遊樂場跟朋友們玩耍。

## 演員
| 演員            | 角色                         | 簡介               |
| 麥肯娜·葛瑞絲   | 瑪莉·艾德勒 Mary Adler       | 法蘭克的外甥女     |
| 克里斯·伊凡     | 法蘭克·艾德勒 Frank Adler    | 瑪莉的舅舅兼監護人 |
| 琳賽·鄧肯       | 伊芙蓮·艾德勒 Evelyn Adler   | 法蘭克與黛安的母親 |
| 珍妮·斯蕾特     | 邦妮·史提芬 Bonnie Stevenson | 瑪莉的老師         |
| 奧塔薇亞·史班森 | 蘿貝塔·泰勒 Roberta Taylor   | 法蘭克的鄰居       |
| 葛連·普魯曼     | Greg Cullen                  | 法蘭克的律師       |
| 茱莉·安·莫莉    | Pat Golding                  |                    |
| 肖澤輝          | Lijuan                       |                    |
| 吉爾·奧唐奈     | Bradley Pollard              |                    |

## 票房
- 台灣票房獲得3315萬元新台幣[3]。

## 外部鏈結
- 天才的禮物 （页面存档备份，存于）在Twitter上
- 互联网电影数据库（IMDb）上《天才的禮物》的资料（英文）
- Metacritic上《天才的禮物》的資料（英文）
- 爛番茄上《天才的禮物》的資料（英文）
- AllMovie上《天才的禮物》的资料（英文）
- Box Office Mojo上《天才的禮物》的資料（英文）
- 開眼電影網上《天才的禮物》的資料（繁體中文）
- 豆瓣电影上《天才的禮物》的資料 （简体中文）
- 时光网上《天才的禮物》的資料（简体中文）